# Ely del Valle
Eloísa del Valle Rodríguez más conocida como Ely del Valle, (Bilbao, Vizcaya) es una periodista, presentadora y escritora española.

## Trayectoria
Comenzó su carrera profesional en la Cadena SER, primero en Radio Bilbao y posteriormente en Radio Madrid, donde dirigió y presentó entre otros, el programa Extrarradio y la tarde del fin de semana, y copresentó con Julio César Iglesias La ventana indiscreta y Vía Libre.
En 1992, ficha por RNE donde se hace cargo de la dirección y presentación del informativo La Radio en Punto en Radio 5, embrión de lo que más tarde sería Radio 5 Todo Noticias.
En 1994 pasa a Radio 1, y desde esa fecha y hasta 2004 forma parte del equipo de Buenos días, compartiendo micrófono con Antonio Jiménez y Carlos Herrera. Su trabajo en la radio lo compaginó con sus proyectos en televisión. En 1997 y durante varios años, presentó el programa Sexo en Nueva York del canal digital Ella TV. Y en 1998 presentó el magacín de Antena 3 Hoy de mañana.
Entre marzo y abril de 2000, sustituyó a Terelu Campos por su baja maternal al frente de Con T de tarde en Telemadrid y en verano de 2000 asume la presentación del programa Buenos días de RNE, tarea que compaginó con la presentación en Telecinco del magacín de tarde Quédate conmigo.
En 2001 se hace cargo del debate semanal Alto y claro de Telemadrid y posteriormente en abril de ese mismo año, se convierte en directora y presentadora de El Círculo a primera hora en la misma cadena, un programa-desayuno diario de tertulia y entrevistas políticas que se mantuvo en pantalla once años, hasta diciembre de 2012.
Entre septiembre de 2009 y julio de 2010 se convierte en directora y presentadora junto con Enrique Campo, de La mañana en la Cadena COPE. 
Años más tarde, fue colaboradora en el programa Las mañanas de RNE. 
De 2014 a 2017 presentó y dirigió el programa Hoy en Madrid en Onda Madrid. Actualmente continúa en Onda Madrid con el magacín matinal Buenos días, Madrid un contenedor magazín, que combina actualidad, entrevistas, información y contenidos culturales de interés para el ciudadano. El programa se puede escuchar de lunes a viernes, de 10:00 a 13:00 en el dial 101.3 y/o 106 FM.
En la temporada 2017/2018 presentó junto a Valentín Ortega el programa informativo nocturno El Círculo en La Otra, el segundo canal de Telemadrid.
También ha colaborado en prensa escrita, escribiendo en la revista Panorama, en el digital Semanal digital y en los periódicos 30 minutos y ABC. En la actualidad dirige la sección EsdEstilo del periódico digital ESDiario.com y es columnista de La Razón. Desde 2008 colabora en el Máster de Radio de la Universidad Rey Juan Carlos.

## Libros
- 2004: Un adolescente bajo mi techo (Editorial Grijalbo).
- 2006: Eramos pocos y se jubilaron mis padres (Plaza & Janés).[1]
- 2007: Coautora junto con otras periodistas y escritoras del libro Palabras de mujer prologado por el entonces presidente del Gobierno, José Luis Rodríguez Zapatero.
- 2007: Prólogo del libro Hombre menguante, mujer creciente[2] de Javier Urra.
- 2011: El zoo de los maridos (La Esfera de los Libros).[3]

### Premios
- 2012: Premio Iris a la mejor presentadora de programas autonómicos de la Academia de Televisión y de las Ciencias y Artes del Audiovisual de España.
- Dos Antenas de Plata de la Asociación de Profesionales de Radio y Televisión de Madrid.
- 2011: Maja del Centenario de la Gran Vía de Madrid.

## Vida personal
- Está casada y tiene un hijo.